# Claudio Giovannesi
Claudio Giovannesi, né à Rome le 20 mars 1978, est un réalisateur, scénariste et musicien italien.

## Biographie
Après avoir été diplômé en lettres modernes en 2002, Claudio Giovannesi entreprend des études au Centro sperimentale di cinematografia. Outre son activité cinématographique, il a travaillé à la Radio RAI, publié des critiques de cinéma et collaboré entre 2001 et 2004 à l'émission Blob sur RAI3.
Il a étudié pendant de nombreuses années la guitare jazz et écrit des musiques pour pièces de théâtre.

## Filmographie
- 2009 : La casa sulle nuvole (it)
- 2009 : Fratelli d'Italia
- 2012 : Ali a les yeux bleus (Alì ha gli occhi azzurri)
- 2016 : Fiore
- 2019 : Piranhas (La paranza dei bambini)

Prochainement
- 2024 : Hey Joe

### Courts métrages
- 2000 : Ultimo taglio et Il cellulare
- 2002 : Caino
- 2003 : La banda
- 2004 : I gabbiani
- 2005 : L’uomo uccello e l’uomo del sottosuolo
- 2007 : Welcome Bucares

## Prix
- 2012 - Festival Internazional du Film de Rome :
  - Prix de la Meilleure première et seconde œuvre : Alì ha gli occhi azzurri
  - Prix Spécial du Jury : Alì ha gli occhi azzurri
- 2011 - Asti Film Festival :
  - Prix de la meilleure réalisation : Fratelli d'Italia
  - Prix du Jury Jeunes : Fratelli d'Italia
- 2009 - BAFF - Festival du film de Busto Arsizio :
  - Prix Casbot de la Meilleure production : La Casa sulle Nuvole
  - Prix Barclays de la Meilleure première œuvre : La Casa sulle Nuvole
- 2009 - Brussels European Film Festival : Prix Spécial du Jury : La Casa sulle Nuvole
- 2009 - Est Film Festival : Prix Arc d'Argent du public : La Casa sulle Nuvole
- 2009 - Festival du film italien de Villerupt : Prix Amilcar du Jury Jeunes : La Casa sulle Nuvole,
- 2009 - Festival international du film de Rome : MentionSpéciale Documentaire Section L'Altro Cinema - Extra : Fratelli d'Italia
- 2009 - MedFilm Festival : Prix Italia du Cinema : La Casa sulle Nuvole,
- 2009 - Roma VideoClip - Il Cinema Incontra la Musica (concours): Prix spécial pour le commentaire musical : La Casa sulle Nuvole,
- 2008 - Bellaria Film Festival : Premio Avanti! (Welcome Bucarest)
- 2008 - festival Salina DOC Fest : Mention spéciale Welcome Bucarest
- Berlinale 2019 : Ours d'argent du meilleur scénario pour Piranhas

### Nominations
- 2011 - Vota gli Invisibili: « Meilleur documentaire invisible » : Fratelli d'Italia
- 2010 - Ciak d'Oro: Meilleure première œuvre : La Casa sulle Nuvole
- 2010 - Golden Graal: Meilleur réalisateur dramatique: La Casa sulle Nuvole
- 2010 - Nastro d'Argento : Meilleur documentaire : Fratelli d'Italia
- 2010 - Premio Doc/it Professional Award: Fratelli d'Italia
- 2019 - Berlinale 2019 : Ours d'or pour Piranhas